# Chiloscyphus spegazzinianus
Chiloscyphus spegazzinianus är en bladmossart som först beskrevs av Caro Benigno Massalongo, och fick sitt nu gällande namn av Hentschel et Heinrichs. Chiloscyphus spegazzinianus ingår i släktet blekmossor, och familjen Lophocoleaceae. Inga underarter finns listade i Catalogue of Life.